# 海天天線
西安海天天线科技股份有限公司，簡稱西安海天天线科技股份、西安海天天线科技，以及海天天线（英語：XI'AN HAITIAN ANTENNA TECHNOLOGIES CO., LTD.，港交所：8227），於1999年由肖良勇（前董事長）在西安（總部）成立前身「西安海天通讯设备有限责任公司」。
董事長為肖兵，首席執行官為左宏。業務在內地和全球經營研发、生产、销售、整体解决方案、工程服务各類移动通信基站天线產品。
該公司股份在2003年11月5日，於港交所創業板上市。招股價為1.15港元，配售股份為161,764,706股，集資額為1.9億港元。

## 連結
- xaht.com （页面存档备份，存于）